# Зекрин, Фанави Хайбрахманович
Зе́крин Фана́ви Хайбрахма́нович (1963, Куеда, Пермская область, СССР) — советский дзюдоист, чемпион СССР, Мастер спорта СССР международного класса по дзюдо, кандидат педагогических наук, ректор Чайковского государственного института физической культуры.

## Биография
Фанави Зекрин родился в 1963 году в посёлке Куеда Пермской области. С 1976 года начал занятия дзюдо в Куеде у тренера Коновалова В. М. В 1981 году стал мастером спорта. После службы в СА, в 1983 году поступил в Чайковский филиал Челябинского государственного института физкультуры и в 1984 году переехал в Чайковский
В 1986 году стал чемпионом СССР по дзюдо в категории до 60 килограммов и выполнил норматив мастера спорта международного класса. С 1986 по 1992 года был в составе сборной команды СССР и РСФСР по дзюдо, выиграл Спартакиаду народов РСФСР, Кубок СССР и ряд международных соревнований по дзюдо.
В 1989 году окончил институт, с 1995 года являлся председателем Детской общественной организации «Федерация Дзюдо» в Чайковском, с 2000 года директором муниципального спортивного клуба «Дзюдо». С 2002 по 2004 год занимал должность старшего тренера юношеской сборной команды Пермской области по дзюдо. C 2003 года стал старшим преподавателем и заведующим кафедрой теории и методики единоборств Чайковского государственного института физической культуры.
В 2005 году утверждён доцентом и заведующим кафедрой теории и методики единоборств. В апреле 2007 года защитил диссертацию на тему «Организация и методика специальной физической подготовки дзюдоистов 15-18-летнего возраста.». С 2009 года является ректором Чайковского государственного института физической культуры.
С 2005 по 2008 год являлся депутатом Думы Чайковского городского поселения, где выполнял обязанности председателя постоянной депутатской комиссии по развитию физической культуры, спорта и туризма в г. Чайковском.
6 марта 2022 года после вторжения России на Украину подписал письмо в поддержу российской агрессии. С 9 июня 2022 года находится под персональными санкциями Украины за поддержку войны. Также был внесён ФБК в список коррупционеров и разжигателей войны за поддержку нападения на Украину, 16 марта 2022 года форумом свободной России внесён в «Список Путина» и доклад «поджигателей войны» с предложением введения против него международных санкций.

## Награды
- Благодарность Президента Российской Федерации (24 января 2024 года) — за залуги в научно-педагогической деятельности, подготовку квалифицированных специалистов и многолетнюю добросовестную работу[6]